# Vụ máy bay Mi 171 rơi ở Hà Nội
Vụ máy bay Mi-171 rơi ở Hà Nội là việc chiếc máy bay trực thăng Mil Mi-171 mang số hiệu 01 của Trung đoàn 916 thuộc Sư đoàn Không quân 371 rơi tại Thạch Thất, Hà Nội, Việt Nam sáng ngày 7 tháng 7 năm 2014 làm 20 quân nhân hi sinh và 1 người bị thương đã hồi phục

## Diễn biến

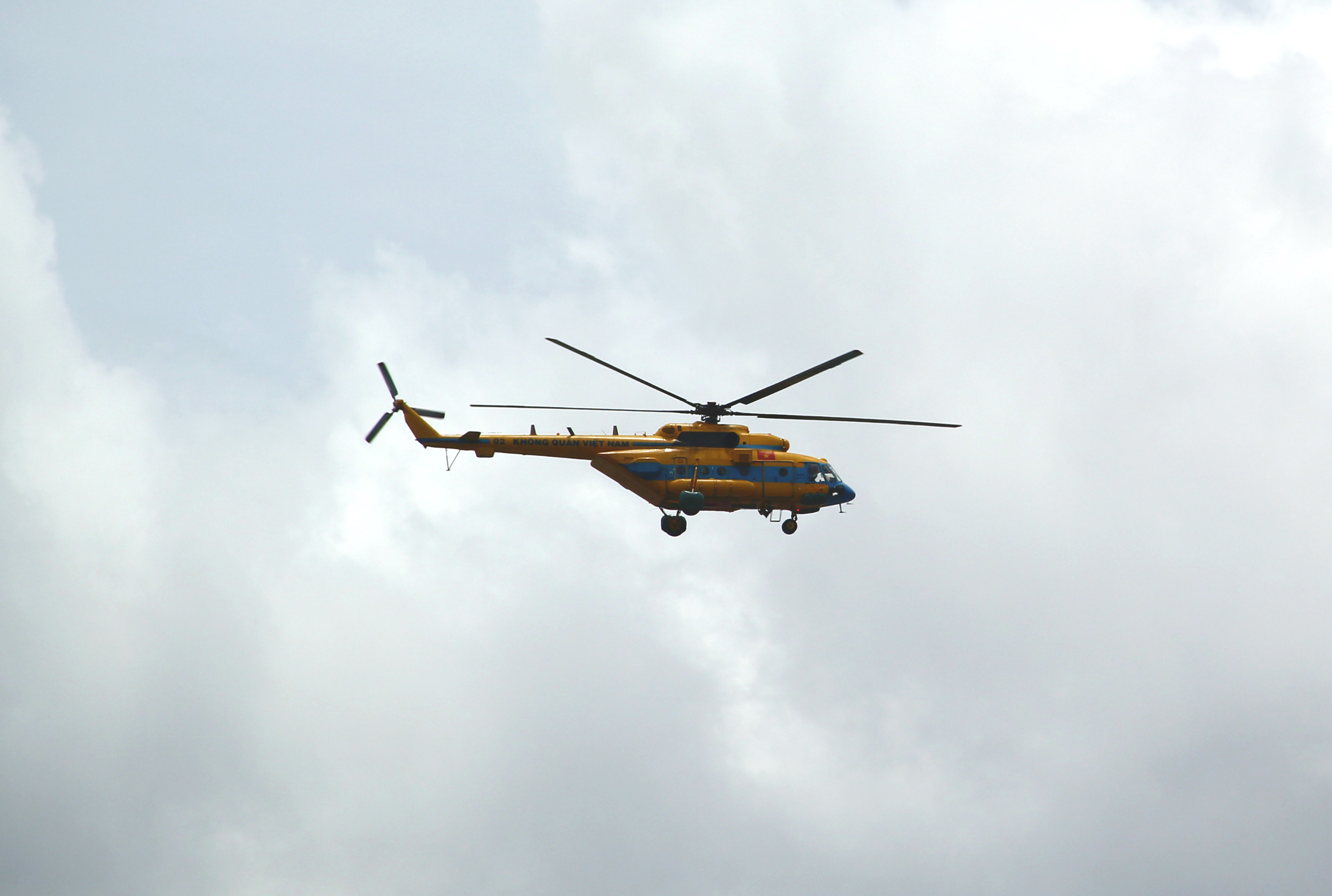
Chiếc máy bay tương tự với chiếc gặp nạn.

Máy bay đang bay từ hướng Hà Nội lên Sơn Tây. Khi ở độ cao khoảng 1000m thì đột ngột hạ thấp độ cao, chao đảo, sát qua khu vực chợ Hòa Lạc, nơi dân cư tập trung đông đúc.
Chiếc máy bay tiếp tục di chuyển được khoảng gần 1 km, húc đổ một phần tường bao của nhà dân trước khi lao thẳng xuống đất. May mắn nơi máy bay gặp nạn là vườn cây của một hộ dân thuộc xã Bình Yên, huyện Thạch Thất, xung quanh dân cư thưa thớt.
Sau khi rơi xuống, máy bay tiếp tục phát ra 4 tiếng nổ nhỏ khác. Đám cháy bùng lên dữ dội, khói mù mịt. Vài phút sau, trực thăng bị cháy trơ trụi chỉ còn trơ lại sườn khung của máy bay dài khoảng 2 – 3 m. Nhiều mảnh vỡ của chiếc trực thăng bắn sang các hộ dân lân cận.
Các nạn nhân bị cháy đen, có một vài người bị văng ra bên ngoài bị thương nặng. Vườn cây cháy rụi một vùng rộng khoảng 40 – 50 m.

## Lực lượng, phương tiện tham gia cứu hộ
1. Tiểu đoàn Công binh 93/BTL Công binh.
2. Lực lượng chữa cháy của Bộ Tư lệnh Thủ đô Hà Nội.
3. Bộ Tư lệnh Phòng không - Không quân.
4. Viện Quân y 105.

## Nạn nhân
Trên máy bay khi xảy ra tai nạn có 21 người, gồm 3 người thuộc tổ lái, 2 giáo viên dù và 16 học viên.
Danh sách 19 cán bộ, chiến sĩ hy sinh trong vụ tai nạn Mi-171:
1. Đại tá Hoàng Lại Long, sinh năm 1961, phi công lái chính của máy bay Mi-171. Chức vụ: Phó tham mưu trưởng Trung đoàn không quân 916.
2. Trung tá Đặng Thành Chung, sinh năm 1966. Giáo viên dù Trung tâm Huấn luyện tìm kiếm cứu nạn đường không.
3. Thiếu tá Lê Thanh Việt, sinh năm 1978. Dẫn đường, phi công lái phụ.
4. Thiếu tá Nguyễn Văn Thanh, sinh năm 1976. Cơ giới trên không.
5. Thiếu tá Nguyễn Đào Hồng Tâm, sinh năm 1980. Giáo viên dù Trung tâm Huấn luyện tìm kiếm cứu nạn đường không.
6. Thiếu úy Nguyễn Văn Bình, sinh năm 1992, học viên sĩ quan dù.
7. Thiếu úy Đỗ Văn Minh, sinh năm 1992, học viên sĩ quan dù.
8. Thiếu úy Nguyễn Văn Thịnh, sinh năm 1991, học viên sĩ quan dù.
9. Thiếu úy Nguyễn Đình Bình, sinh năm 1991, học viên sĩ quan dù.
10. Thiếu uý Lê Việt Hùng, sinh năm 1992, học viên sĩ quan dù.
11. Thiếu uý Nguyễn Phúc Nhơn, sinh năm 1991, học viên sĩ quan dù.
12. Thượng úy quân nhân chuyên nghiệp Đỗ Mạnh Uy, chiến đấu viên Tiểu đoàn 18 đặc công
13. Thượng úy quân nhân chuyên nghiệp Đỗ Văn Năm, chiến đấu viên Tiểu đoàn 18 đặc công
14. Thượng úy quân nhân chuyên nghiệp Nguyễn Ngọc Thắng, chiến đấu viên Tiểu đoàn 18 đặc công.
15. Thượng úy quân nhân chuyên nghiệp Nguyễn Văn Hưng, chiến đấu viên Tiểu đoàn 18 đặc công.
16. Thượng úy quân nhân chuyên nghiệp Đặng Hồng Quang, chiến đấu viên Tiểu đoàn 18 đặc công.
17. Thượng úy quân nhân chuyên nghiệp Nguyễn Văn Tuấn, sinh năm 1982, chiến đấu viên Tiểu đoàn 18 đặc công
18. Trung úy quân nhân chuyên nghiệp Nguyễn Công Hợi, Tổ trưởng Tiểu đoàn 18 đặc công.
19. Trung úy quân nhân chuyên nghiệp Chử Văn Minh, chiến đấu viên Tiểu đoàn 18 đặc công.

## Máy bay tai nạn
Máy bay bị rơi là trực thăng được sản xuất từ LB Nga mới được nhập về năm 2006.

## Kết luận điều tra
Theo trung tướng Võ Văn Tuấn, Phó tổng tham mưu trưởng Quân đội nhân dân Việt Nam, cho biết động cơ của máy bay bị tụt công suất đột ngột.
Trong điều kiện đó, phi công phải hạ cánh ngay xuống khu vực đồng trống để đảm bảo an toàn. Tình huống này, Mi-171 đang bay trên vùng đông dân cư, tổ lái quyết định điều khiển đưa máy bay tránh xa nhà dân và không đủ điều kiện hạ cánh nên dẫn đến tai nạn. Nguyên nhân vụ tai nạn là "do sự cố kỹ thuật, không phải là phá hoại từ bên ngoài".

## Truy phong
Bộ Quốc phòng quyết định truy phong lên một bậc quân hàm đối với các quân nhân hy sinh, riêng các trường hợp đang là học viên được truy phong quân hàm sĩ quan.
Phó chủ tịch nước Nguyễn Thị Doan ký các quyết định truy tặng và tặng thưởng Huân chương Chiến công cho các quân nhân hy sinh và bị thương. Bộ LĐ-TB-XH cũng có công văn gửi Bộ Quốc phòng về việc xác nhận liệt sĩ, thương binh.

## Ngày7 tháng 7với quân chủng phòng không-không quân trong thời bình
Đúng 4 năm trước (7 tháng 7 năm 2010), khoảng 20h30, chiếc MiG-21 - loại máy bay tiêm kích phản lực một chỗ ngồi của một sư đoàn Không quân đã rơi xuống xã Thạch Đà, huyện Mê Linh, Hà Nội.